# Гороховка (Верхнемамонский район)
Гороховка — село в Верхнемамонском районе Воронежской области России. Административный центр Гороховского сельского поселения.
Ранее — один из пяти волостных центров Павловского уезда (1800—1923), в советский период в составе Павловского уезда и Россошанского уезда Воронежской губернии (1923—1928), затем — Новокалитвенского района (1928—1959), Павловского района (1962—1970) Воронежской области РСФСР.

## География
Село расположено на левобережье реки Дон, на высокой песчаной террасе, центральная часть его — при впадении глубокого оврага в большое пойменное озеро. В пределах селения расположено более 10 озёр: Большое Гороховое, Малое Гороховое, Зуй, Боброво — из них наиболее крупные.
Расстояние по трассе от Гороховки до районного центра с. Верхний Мамон 16 км, до Воронежа 220 км, до Москвы 567 км.

## Население
| 1859  | 1897  | 2010  | 2012  | 2013  | 2014  | 2015  | 2016  | 2017  |
| ----- | ----- | ----- | ----- | ----- | ----- | ----- | ----- | ----- |
| 5160  | ↗7562 | ↘1284 | ↘1251 | ↘1243 | ↗1265 | ↘1243 | ↘1222 | ↘1163 |
| 2018  | 2019  | 2020  | 2021  |       |       |       |       |       |
| ↘1142 | ↘1130 | ↘1123 | ↘1084 |       |       |       |       |       |

## О дате основания села и топониме
О дате основания селения и появлении топонима «Гороховка» существует несколько различных мнений. Так, воронежский краевед В. А. Прохоров, указывал, что село образовалось на месте, где в начале XVIII века находилась Калитвянская застава Острогожского слободского полка. Появлению топонима «Гороховка» — по мнению историков и филологов, село обязано одноимённому озеру Большое Горохово, вблизи которого возникло селение. Архиепископ Воронежский и Задонский Серафим в публикации 1886 года в «Воронежских епархиальных ведомостях» датой основания села назвал 1710 год; этот же год, в своём сообщении, назвал генеральный секретарь Ассоциации по экономическому изучению Воронежской губернии Ф. К. Рындин. Однако по данным Первой ревизии 1702 года существующее селение значится как Гороховец. Это же название прослеживается, также, на географических картах до 1770 года, — позднее в двух вариантах: вначале Гороховатка, затем, в период между 1800 и 1822 годами — изменилось на Гороховка

## История

### В Российской империи
Согласно историческим источникам cеление основано в 1702 году, как застава Острогожского полка. Первопоселенцы — служилые люди Белгородской засечной (защитной) черты, несшие сторожевую и станичную службу, на оборонительной линии южных рубежей Московского государства.
В 1769 году, посетивший Гороховку, российский путешественник и натуралист Самуил Гмелин (1744—1774), в своём главном труде сообщает: «Гороховка — большая государственная деревня, где проживает 550 однодворцев, из которых 500 чел. <…> переселились из Курска, Лебедяни, Нового и Старого Оскола».
В период Отечественной войны 1812 года 33 уроженца Гороховки были ополченцами, участвовавшими в боевых делах действующей Русской императорской армии, героически сражавшей против с многотысячной наполеоновской армии, вторгшейся в российские пределы.
По сведениям Центрального Статистического комитета МВД на 1859 год, опубликованным в «Списках населённых мест Воронежской губернии» (СПб.: 1865), под № 2483 значится: «Гороховка, село казённое, при реке Дон, расстояние в верстах: от уездного города 40, от становой квартиры 18; число дворов 432; численность жителей — 5160 чел., в том числе: мужского пола 2496 чел., женского пола 2664 чел. Церковь православная».
По данным Земской подворной переписи 1888 года в селе 794 хозяйства, 3347 чел. взрослого мужского населения; грамотных — 494 человека, из них 15 женщин. Гороховскому сельскому обществу принадлежало 13606 десятин надельной земли, пахотной земли в обработке 6 684 десятины; 252 хозяйства арендовали 1330 десятин; в селе значилось 1123 рабочие лошади и 554 вола, 89 плугов, 1018 сох, 1380 телег и одна молотилка, селянам принадлежало 1700 пчёлосемей (40 % всех ульев уезда).
В 1889 году, при сельской церкви была открыта приходская школа, её первыми учениками стали восемь крестьянских детей, через 6 лет численность учащихся насчитывала 30 человек. В 1900 году в селе значилось 3 общественных здания, земская школа, церковно-приходская школа, 100 ветряных мельниц, 3 водяные мельницы, гончарный завод, 4 маслобойных завода, 12 крупорушек, трактир.

### В СССР
В январе 1918 года по инициативе местных активистов Т. В. Басова, А. А. Жиляева и других в селе (в котором проживало 9 тыс. 316 чел. жителей), была установлена советская власть. Массовая коллективизация крестьянских хозяйств в селе производилась в 1929—1931 годах: в 1929 году организован первый колхоз «Красное восстание», который в 1931 году был разделен на 5 колхозов, впоследствии объединённых в колхоз «Россия», с 1962 года переименованный — «Авангард» (существовал до 2001 года). В годы советской власти в селе было построено много культурно-социальных общественных и производственных зданий: Дом колхозника, школа, медицинские учреждения: амбулатория (1938) — затем больница, роддом (1958), магазины, механические мастерские. В 1958 году село было полностью электрифицировано.
В годы Великой Отечественной войны 795 человек гороховцев ушли на фронт, сражались с немецко-фашистскими захватчиками, из них многие не вернулись — по разным оценкам погибли в боях или пропали без вести от 500 до 660 чел. односельчан. В память о героическом подвиге в селе установлен монумент воинам Воронежского фронта, погибшим в боях на Среднем Дону, и односельчанам, погибшим на разных фронтах той войны.

### В Российской Федерации
По статистическим данным в 2000 году в селе проживало 1605 чел. жителей и имелось 932 подворий.
В 2007 году в Гороховке образован «Верхнемамонский Матвея Платова казачий кадетский корпус», а через шесть лет в 2013 осуществлён первый выпуск кадетов, получивших в стенах казачьего корпуса специальное образование кадетов — детей (от 10 до 16 лет); ежегодно здесь обучаются более 100 чел. детей, приехавших из всех 26 районов Воронежской области.
Летом 2010 года небольшая (западная) часть села — 32 домостроения пострадала от лесного пожара. Заново к 1 ноября текущего года построено 9 домовладений, пострадавшим семьям была предоставлена помощь, в части села проложен новый водопровод, асфальтировано более 6 км по 4 улицам.
В наши дни в Гороховке проживает 1263 чел. жителей 14-ти национальностей, основной язык общения в быту — русский; удельный вес русского населения составляет около 80-ти процентов (2017).
В сельском поселении осуществляют свою деятельность 7 крестьянско-фермерских хозяйств, цехи по переработке древесины и производству мебели; Средняя общеобразовательная школа, филиалы спортивной и школы искусств, библиотека (книжный фонд: 16246 экземпляров), Дом культуры (380 посадочных мест), Детский сад, Дом для престарелых; действует, восстановленный Иоанно-Богословский православный храм.

## Православная церковь
Первая церковь в Гороховке была построена в 1720 году; по другим данным в 1751 году. В 1801 году, взамен обветшавшей, была построена новая «каменная» Преображенская церковь, с приделом Николы Чудотворца (c приходом советской власти закрыта; разрушена в 1955 году). В 1901 году заложили и через 10 лет начались службы в новом сельском храме во имя св. Апостола и Евангелиста Иоанна Богослова.

## Известные уроженцы
- Веров, Филипп Фёдорович (1905—1952) — советский военачальник, генерал авиации, кавалер орденов Ленина, Красного Знамени, Красной Звезды и др.[25][26]
- Склабовский, Александр Васильевич (1793—1831) — адъюнкт русской словесности, писатель и стихотворец, педагог Харьковского университета[27]
- Багринцев, Алексей Иосифович (1926—1974) — участник Великой Отечественной войны, литератор, поэт, член Союза журналистов СССР (с 1962 года)[28]
- Плохих, Яков Кузьмич (1894—1975) — ветеран войны, кавалер боевых орденов Красной Звезды (1944) и Отечественной войны II ст. (1945)[29][30]
- Плохих, Мария Николаевна (1940—1999) — доярка колхоза «Авангард» Верхнемамонского района, Герой Социалистического Труда (1976)[31]
- Басов, Фёдор Петрович (1910—1999) — живописец, график, член Союза художников СССР[32]
- Шептухин, Анатолий Васильевич (1929—1998) — конструктор, доктор технических наук, дважды лауреат Государственной премии СССР.
- Сотников, Василий Иванович (1902—1978) — сержант РККА, участник Великой Отечественной войны, Герой Советского Союза (1943)[33]
- Никонов, Яков Васильевич (1923—2002) — гвардии сержант РККА, участник Великой Отечественной войны, Герой Советского Союза (1945)[34]

Гордостью села также являются два полных Георгиевских кавалера, участники Первой мировой войны — А. М. Вислогузов и Л. Е. Шаталов, мать-героиня Т. К. Вислогузова, а также кандидат физико-математических наук В. К. Кузнецов, кандидат биологических наук В. П. Фефелов, самодеятельный художник и журналист П. С. Савенков.